# Beta Ray Bill
Beta Ray Bill is een fictieve buitenaardse superheld uit de strips van Marvel Comics. Hij werd bedacht door Walt Simonson als rivaal en later vriend van Thor. Beta is een van de weinigen die Thors donderhamer Mjölnir kan hanteren.
De Nederlandse stem van Beta Ray Bill is Sander de Heer (acteur).

## Biografie

### Oorsprong
Beta Ray Bills ras, de Korbinites, leefden ooit vlak bij de kern van de “brandende melkweg”. Toen deze kern ontplofte vonden veel korbinites de dood, en de overlevenden moesten een nieuwe planeet zoeken. Om hun schip tijdens deze reis naar een andere planeet te bewaken, creëerden ze een bewaker die sterk genoeg zou zijn om elke indringer te verslaan: Beta Ray Bill. Beta wist de demonen die uit de brandende kern van de Melkweg kwamen lang genoeg af te slaan voor de korbinites om te vluchten.

### Confrontatie met Thor
Het schip van de korbinites werd opgemerkt door een satelliet van S.H.I.E.L.D., die ontdekte dat ze recht op de Aarde afkwamen. Bang dat de aliens vijandig waren, waarschuwde S.H.I.E.L.D. Thor om een kijkje te gaan nemen. Thor wist het schip binnen te dringen en bevocht Beta Ray Bill. Bill zag Thor aan voor een nieuwe demon. Tijdens hun gevecht moest het schip landen vanwege de schade die Thor had aangericht.
Bill wist Thor te verslaan door hem langer dan 60 seconden te scheiden van zijn hamer, waardoor Thor weer in zijn sterfelijke alter ego Donald Blake veranderde. Het schip stortte neer op Aarde, en werd door S.H.I.E.L.D. agenten aangevallen. Bill gebruikte Thors hamer om de aanval af te slaan. Toen Odin Thor terug probeerde te roepen naar Asgard, bracht hij per ongeluk Bill naar Asgard. Odin overtuigde Bill dat zij geen demonen waren, en bood zijn excuses aan voor Thors gedrag. Odin besloot dat Thor en Bill nogmaals moesten vechten om te bepalen wie Mjölnir zou krijgen, aangezien Bill Mjölnir had gewonnen in hun vorige gevecht. Bill weigerde de hamer echter aan te nemen omdat hij was gemaakt voor Thor alleen. Daarom liet Odin een tweede hamer maken, Stormbreaker, en gaf die aan Bill. Daarna hielp Thor Bill in zijn gevecht met de demonen die hem waren gevolgd.
Na het gevecht vertrok Bill weer met zijn soortgenoten in hun schip. Maar hij keerde nog een aantal maal terug naar Asgard.

### Surtur en de Starmasters
Toen de demon Surtur Asgard aanviel, riep Odin Beta Ray Bill terug naar Asgard voor hulp. Beta leidde de Asgardiaanse troepen tegen Surturs leger, terwijl Odin, Thor en Loki Surtur zelf bevochten. Bij het gevecht kwam Odin om, en werd de brug die Asgard met de Aarde verbond vernietigd. Thor en Bill wisten later een poort naar Asgard te maken zodat de Asgardianen konden terugkeren van de Aarde.
Bill werd samen met Quasar en de Silver Surfer lid van de Starmasters. Jaren later vond Bill eindelijk een nieuw thuis voor zijn soort. Rond diezelfde tijd werd Asgard getroffen door Ragnarok, en keerde Bill terug om de Asgardianen te helpen. Wederom leidde hij de Asgardiaanse troepen tegen Surtur. Thor stuurde Bill uiteindelijk weg van het slagveld omdat hij wist dat Asgards einde nabij was, en niet wilde dat Bill mee ten onder zou gaan.

### Ashta
Niet wetende wat er met Asgard en de bewoners was gebeurd keerde Bill terug naar zijn soortgenoten. Maar eenmaal daar trof hij de legendarische Ashta, de planetenverslinder, aan. Bill probeerde hem tegen te houden, maar tevergeefs. Tijdens het gevecht nam Ashta wel de vorm en naam aan van hoe hij op Aarde bekend was, Galactus. De bewusteloze Bill kwam uiteindelijk bij aan boord van zijn ruimteschip. Hij keerde terug naar het verwoeste Asgard met een zogenaamde “meta-orb” die de zielen van de meeste gestorven Korbinites bevatte. Helaas was de orb geïnfecteerd door Asteroth, een demon die Bill recentelijk had bevochten, en bracht een wezen voort genaamd Omega Ray, die zich voedde met de zielen in de orb. Woedend gebruikte Bill zijn krachten om een bliksem op te roepen die hen beide trof.
Bill werd voor hij stierf echter opgezocht door een mysterieus figuur, die de resterende zielen van de orb meenam. Bill werd later wakker in het lichaam van de overleden oorlogsveteraan Simon Walters. Bill ontdekte dat hij nog wel tijdelijk in zijn oude vorm kon veranderen. Hij hielp Spider-Man in zijn gevecht met de Boar, en zocht vervolgens een plek op Aarde om te wonen.

## Krachten en vaardigheden
Beta heeft krachten en fysieke eigenschappen gelijk aan die van Thor, als toevoeging aan zijn al versterkte cyborg lichaam. Hij beschikt over enorme kracht, bijna gehele onkwetsbaarheid, is immuun voor ziektes en zo goed als onsterfelijk. Hij kan zijn hamer Stormbreaker gebruiken om te vliegen, het weer te manipuleren, energie absorberen en afvuren en als hem gebruiken als detector. Hij kan veranderen in zijn oude Korbinite vorm (van voordat hij Beta Ray Bill werd) en momenteel kan hij ook veranderen in Simon Walters.
Korbinites leven in een heet klimaat. Beta is een ervaren en harde vechter, en kan andere korbinites altijd opsporen, waar ze ook zijn.

## Beta Ray Bill in andere media

### Animatie
Beta Ray Bill deed mee in de animatieserie Silver Surfer. Zijn “Thor” vorm werd in de serie ook gezien.
Beta Ray Bill heeft een prominente rol in de animatiefilm Planet Hulk.

### Videospellen
Beta Ray Bill doet mee in het videospel Marvel: Ultimate Alliance, maar is daarin enkel een alternatief kostuum voor Thor.